# 2021年克什米爾車禍
2021年克什米爾車禍是指2021年11月3日，一辆从俾路支省出發前往拉瓦尔品第並载有30多名乘客的巴士在行駛至自由克什米爾苏特努蒂县時掉落至500多米深的沟渠，造成至少23人死亡，另有8人受伤。 